# Gerrhosaurus nigrolineatus
Gerrhosaurus nigrolineatus (укр. ґероза́врус ніґролінеа́тус) — представник роду геррозавр з родини Геррозаврів. Має 2 підвиди. Інша назва «чорносмугий геррозавр».

## Опис
Загальна довжина досягає 40 см, з яких більше половини складає хвіст. Тулуб стрункий та витягнутий. Голова коротка, долотоподібної форми. Очі великі з помаранчевої або червонуватою оболонкою. Тіло в перетині майже циліндричне. Луска дрібна, чотирикутна, яка розташована правильними поперечними рядками. З боків тулуба проходять неглибокі шкірні складки. Забарвлення темно—коричневе з 2 виразними подовжніми чорної та жовтої смугами з кожної боку від хребта. Боки яскраво-помаранчевого або червоного кольору з жовтим крапом. Черево сіре або кремове.

## Спосіб життя
Полюбляє савани, прибережні чагарникові зарості, заплавні луки. Веде наземний спосіб життя. Як сховища використовує нори гризунів, термітники. Активний вдень. Харчується великими комахами.
Це яйцекладна ящірка. Самиця відкладає до 3 яєць.

## Розповсюдження
Мешкає у Східній та Південній Африці.

## Підвиди
- Gerrhosaurus nigrolineatus ahlefeldti
- Gerrhosaurus nigrolineatus nigrolineatus